# اوله کودریک
اوله کودریک (اوکراینی: Олег Теодозійович Кудрик؛ زادهٔ ۱۷ اکتبر ۱۹۹۶) بازیکن فوتبال اهل اوکراین است.
از باشگاه‌هایی که در آن بازی کرده‌است می‌توان به باشگاه فوتبال شاختار دونتسک اشاره کرد.